# Ramulus altissimus
Ramulus altissimus är en insektsart som först beskrevs av Chen, S.C. och P.Y. Zhang 2008.  Ramulus altissimus ingår i släktet Ramulus och familjen Phasmatidae. Inga underarter finns listade i Catalogue of Life.